# Harry Wolter
Harry Wolter (Thorn, 16 december 1955) is een Nederlands voormalig voetballer die als voorstopper speelde bij FC VVV (het huidige VVV-Venlo).
Pas in zijn derde seizoen bij de Venlose club maakte hij zijn debuut in het eerste elftal, als invaller voor Piet Pala in een uitwedstrijd bij FC Utrecht op 1 april 1978. Nadat Wim Flight de thuisclub één minuut voor tijd op voorsprong had gezet, was het uitgerekend de debuterende Wolter die in de slotseconden de 1-1 gelijkmaker scoorde. Nadien kwam hij ook nog uit voor de amateurs van Wilhelmina '08.

## Profstatistieken
| Seizoen         | Club            | Competitie      | Competitie | Competitie | Beker | Beker | Overige | Overige | Totaal | Totaal |
| Seizoen         | Club            | Competitie      | Wed.       | Dlp.       | Wed.  | Dlp.  | Wed.    | Dlp.    | Wed.   | Dlp.   |
| --------------- | --------------- | --------------- | ---------- | ---------- | ----- | ----- | ------- | ------- | ------ | ------ |
| 1975/76         | FC VVV          | Eerste divisie  | 0          | 0          | 0     | 0     | 0       | 0       | 0      | 0      |
| 1976/77         | FC VVV          | Eredivisie      | 0          | 0          | 0     | 0     | —       | —       | 0      | 0      |
| 1977/78         | FC VVV          | Eredivisie      | 2          | 1          | 0     | 0     | 4       | 0       | 6      | 1      |
| 1978/79         | FC VVV          | Eredivisie      | 2          | 0          | 0     | 0     | —       | —       | 2      | 0      |
| Carrière totaal | Carrière totaal | Carrière totaal | 4          | 1          | 0     | 0     | 4       | 0       | 8      | 1      |